# Ryder Cup 2012
Navigation
2010 2014
La 39e édition de la Ryder Cup se dispute du 28 septembre au 30 septembre 2012 sur le golf du Medinah Country Club (en) de Medinah, Illinois aux États-Unis.
L'équipe d'Europe, dont le capitaine est l'Espagnol José María Olazábal, est la détentrice du trophée après sa victoire lors de l'édition 2010 sur le score de 14½ à 13½. L'équipe des États-Unis est dirigée par Davis Love III.
L'Europe, après avoir été menée de quatre points avant le début des simples, réussit le retour le plus important avec celui réalisé par les Américains lors de l'édition de 1999, record de la Ryder Cup avec huit points et demi réussis lors des simples, pour s'imposer 14½ à 13½, conservant ainsi le trophée.

## Parcours

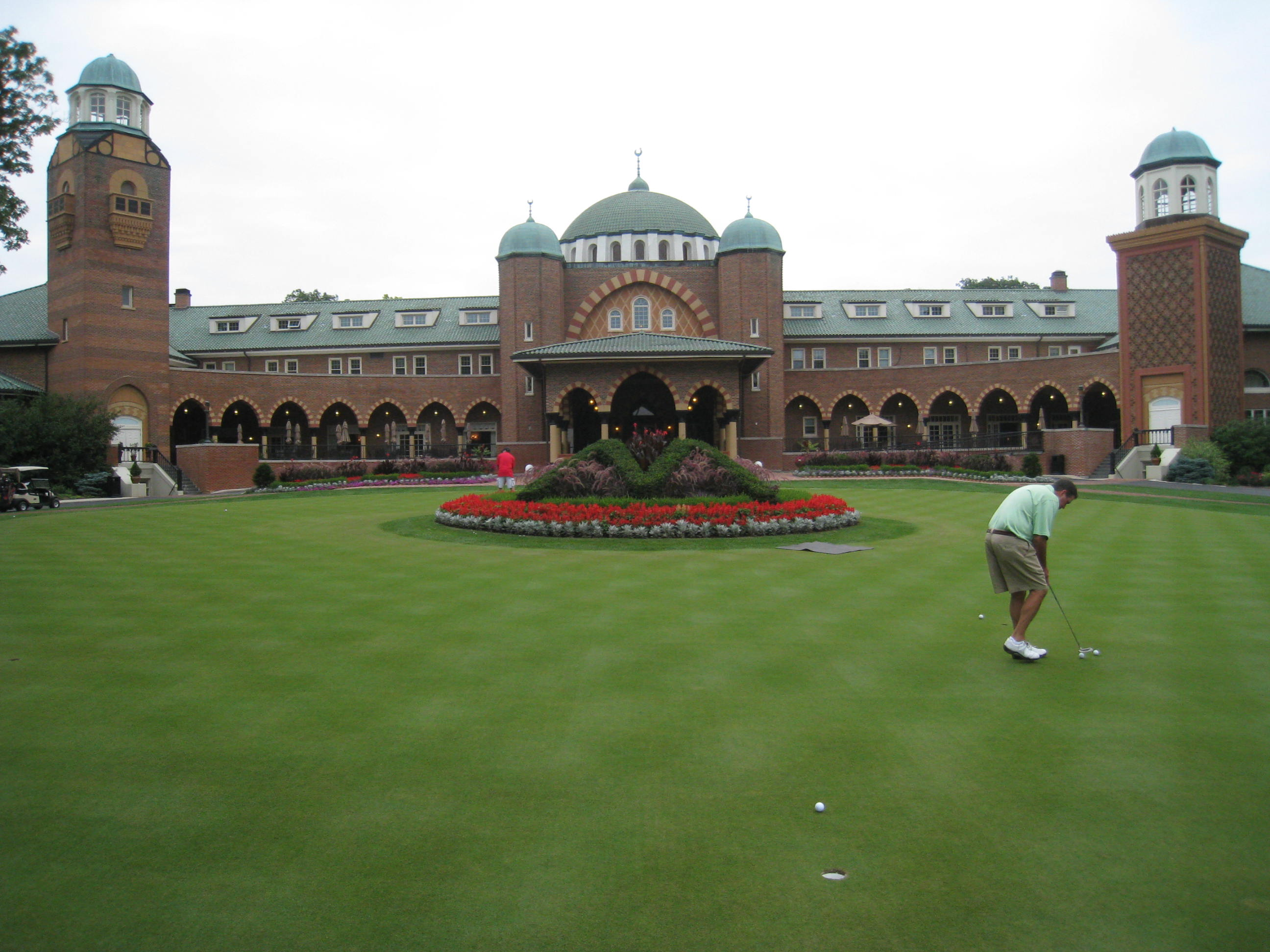
Clubhouse du Medinah Country Club.

Le parcours a déjà accueilli de grands événements dans le passé : l'US Open en 1949, 1975 et 1990, et le championnat de la PGA en 1999 et 2006. Situé à trente-cinq minutes du centre ville de Chicago
, le parcours numéro 3, est choisi en octobre 1998 par la PGA of America pour être hôte de cette édition. Dessiné par l'architecte Tom Bendelow en 1928, il connait des modifications conduites par Rees Jones, travaux qui se montent à 1,5 million de dollars, notamment sur le trou numéro 15 entièrement redessiné par l'introduction d'un lac.
Ce parcours est un par 72 (36 à l'aller, 36 au retour) d'une longueur de 7 658 yards (7 002 mètres).
| Aller | Aller | Aller                     | Retour | Retour | Retour                    |
| N°    | Par   | Distance (yards / mètres) | N°     | Par    | Distance (yards / mètres) |
| ----- | ----- | ------------------------- | ------ | ------ | ------------------------- |
| 1     | 4     | 433 / 396                 | 10     | 5      | 578 / 528                 |
| 2     | 3     | 192 / 176                 | 11     | 4      | 440 / 402                 |
| 3     | 4     | 412 / 377                 | 12     | 4      | 476 / 435                 |
| 4     | 4     | 463 / 423                 | 13     | 3      | 245 / 224                 |
| 5     | 5     | 536 / 490                 | 14     | 5      | 609 / 557                 |
| 6     | 4     | 509 / 465                 | 15     | 4      | 391 / 358                 |
| 7     | 5     | 617 / 564                 | 16     | 4      | 482 / 441                 |
| 8     | 3     | 201 / 184                 | 17     | 3      | 193 / 176                 |
| 9     | 4     | 432 / 395                 | 18     | 4      | 449 / 411                 |
| Aller | 36    | 3 795 / 3 470             | Retour | 36     | 3 863 / 3 532             |

Le capitaine américain Davis Love III, après l'analyse des dernières éditions, a voulu que ce parcours soit spectaculaire, avec des fairways large avec très peu de hautes herbes, les fairways étroits et les roughs étant selon lui mieux maîtrisés par les Européens. Toutefois, le parcours est tout de même compliqué par des greens rendus plus difficiles et plus rapides par de nouvelles pentes.

## Équipes

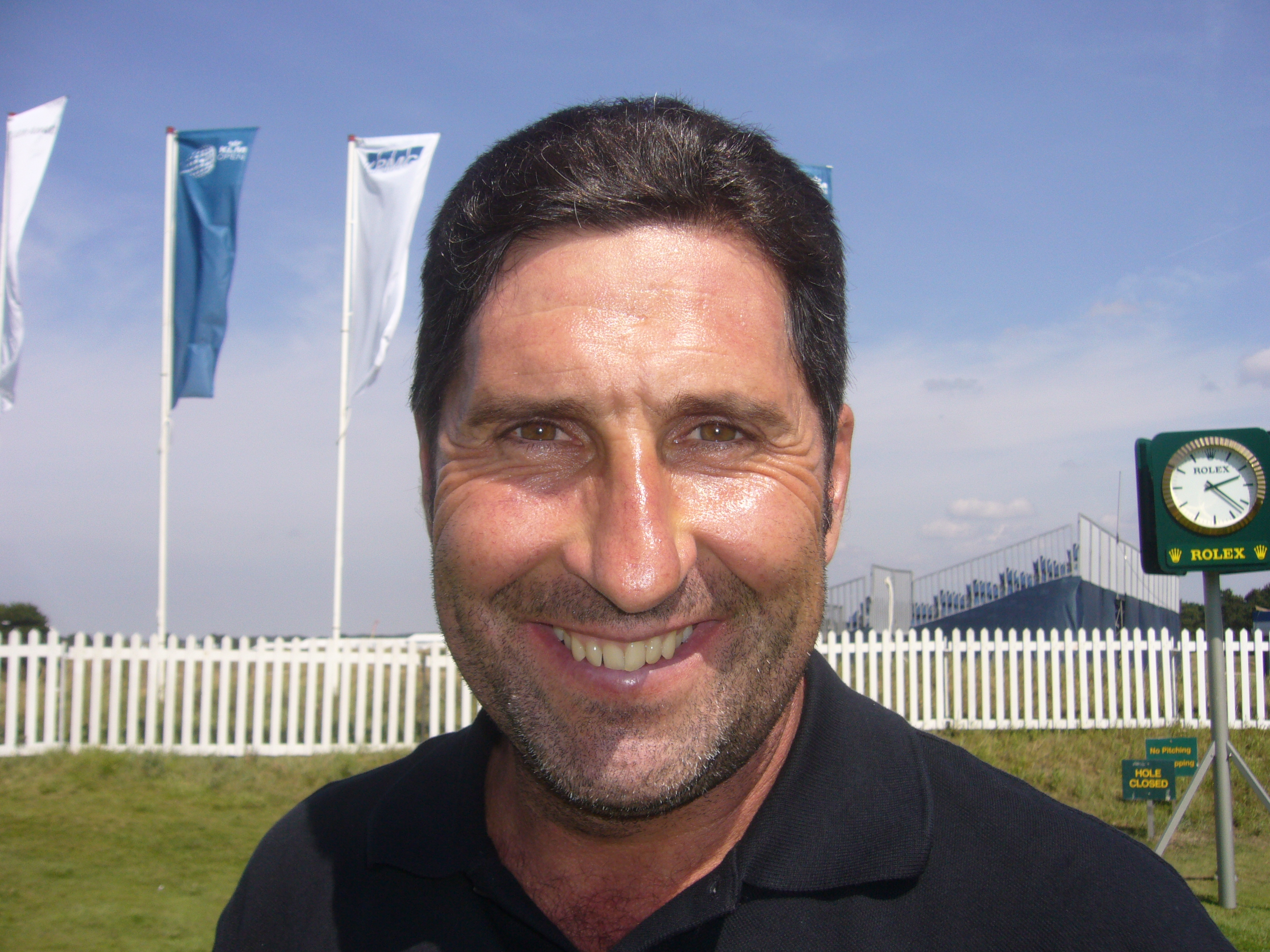
José María Olazábal

L'Espagnol José María Olazábal est désigné en janvier 2011 capitaine de l'équipe européenne qui doit défendre son titre sur le sol américain,. Il est le deuxième Espagnol après Severiano Ballesteros qui avait occupé ce poste lors de la victoire de l'équipe européenne à Valderrama en 1997. Olazábal, 28 matchs de Ryder Cup, avec quinze victoires, huit défaites et cinq nuls, dont onze victoires, dont défaites et deux nuls disputées en double avec Ballesteros, devient le vingt-troisième joueur européen à devenir capitaine. Il choisit dans un premier temps Thomas Bjørn,Darren Clarke, Paul McGinley comme vice-capitaines,, puis enfin Miguel Ángel Jiménez comme quatrième vice-capitaine.

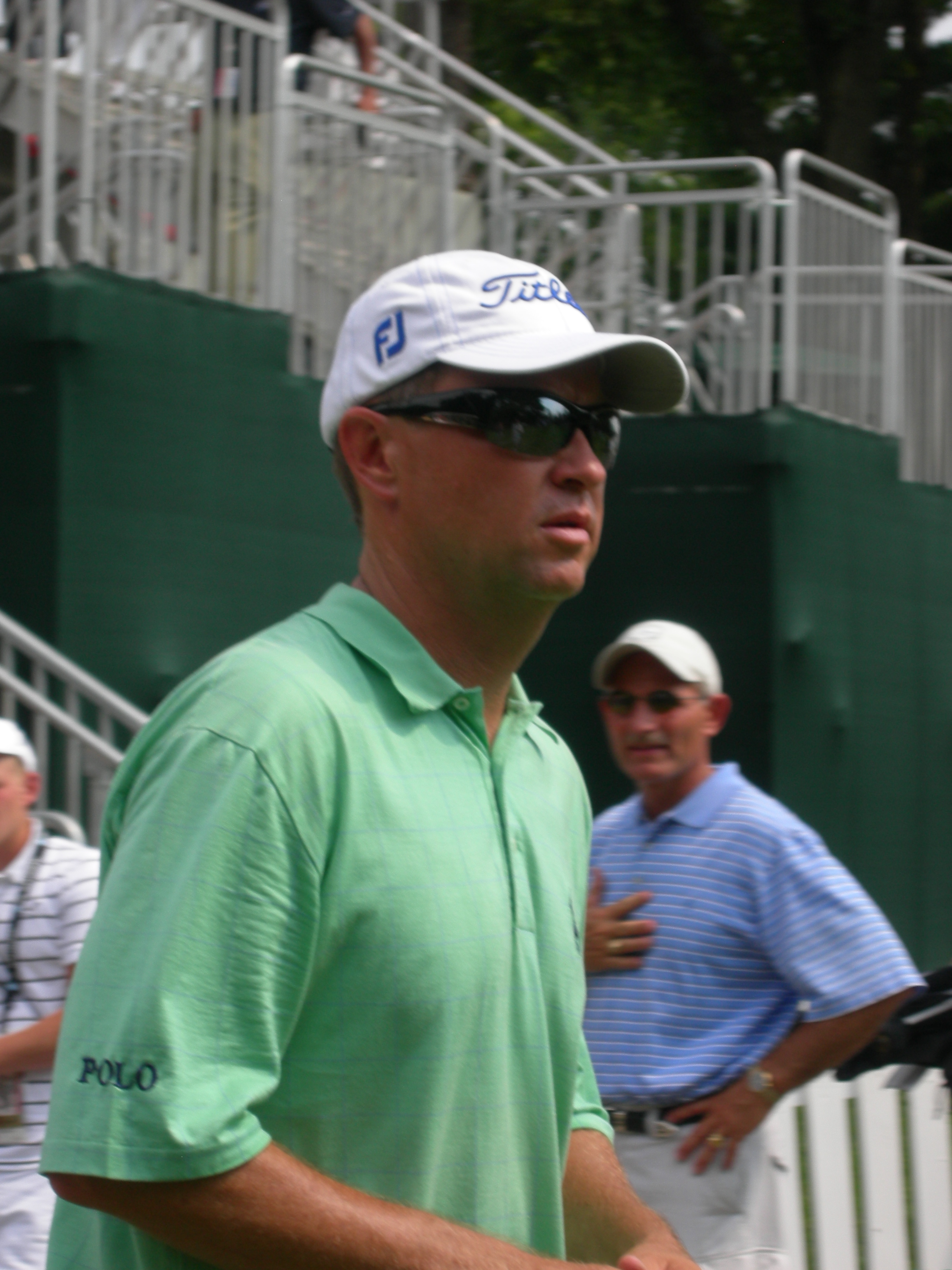
Davis Love III

Davis Love III est choisi par la PGA of America en janvier 2011 comme capitaine de la sélection américaine. Il participe en tant que joueur à six éditions, remportant celles de 1993 et 1999. Son bilan est de vingt-six parties disputées, neuf victoires, douze défaites et cinq nuls. En juin 2012, il choisit Fred Couples et Mike Hulbert comme vice-capitaine, puis Scott Verplank et Jeff Sluman.
Le mode de sélection de l'équipe européenne est différent de celui qui avait cours auparavant. Les cinq premiers joueurs de cette équipe de douze golfeurs sont désignés par un classement connu sous le terme Ryder Cup European Points List, dont les points correspondent aux gains accumulés entre le Omega European Masters de septembre 2011, et le Johnnie Walker Championship at Gleneagles en août 2012. Les cinq joueurs sélectionnés selon ce critère sont Rory McIlroy, Justin Rose, Paul Lawrie, Graeme McDowell et Francesco Molinari.
Les cinq joueurs suivants sont les meilleurs joueurs de la Ryder Cup World Points List qui ne sont pas déjà sélectionnés. Cette liste est établie à partir des points du Official World Golf Ranking durant la période du 1er septembre 2011 au terme du Johnnie Walker Championship at Gleneagles 2012. Ce sont Luke Donald, Lee Westwood, Sergio García, Peter Hanson et Martin Kaymer. Les deux derniers joueurs sont à la discrétion du capitaine. Celui-ci désigne l'Anglais Ian Poulter et le Belge Nicolas Colsaerts, celui-ci devenant le premier joueur de son pays à disputer la Ryder Cup,.
Les huit premiers joueurs de la sélection américaine sont désignés par un classement établis selon différents critères, à partir des résultats obtenus lors des quatre tournois du grand chelem de l'année 2011, des résultats obtenus lors des tournois officiels de 2012 et des résultats en grand chelem en 2012. Les joueurs qualifiés selon ce classement sont Tiger Woods, Bubba Watson, Jason Dufner, Keegan Bradley, Webb Simpson, Zach Johnson, Matt Kuchar et Phil Mickelson. Davis Love III possède quatre choix pour compléter son équipe. Il choisit Dustin Johnson, Jim Furyk, Steve Stricker et Brandt Snedeker,. Ce dernier est le troisième joueur américain débutant en Ryder Cup sélectionné par un choix de capitaine. La sélection américaine présente quatre débutants, les trois autres étant Jason Dufner, Keegan Bradley, Webb Simpson. Phil Mickelson est le joueur comptant le plus de sélections, neuf, devant Jim Juryk, huit sélections, et Tiger Woods, sept sélections.
| États-Unis      | États-Unis                          | Europe              | Europe                              |
| --------------- | ----------------------------------- | ------------------- | ----------------------------------- |
|                 |                                     |                     |                                     |
| Capitaines      |                                     |                     |                                     |
| Davis Love III  | Davis Love III                      | José María Olazábal | José María Olazábal                 |
| Joueur          | Note                                | Joueur              | Note                                |
| Keegan Bradley  | débutant                            | Nicolas Colsaerts   | Choix du capitaine débutant         |
| Jason Dufner    | débutant                            | Luke Donald         | 4e participation                    |
| Jim Furyk       | Choix du capitaine 8e participation | Sergio García       | 6e participation                    |
| Dustin Johnson  | Choix du capitaine 2e participation | Peter Hanson        | 2e participation                    |
| Zach Johnson    | 3e participation                    | Martin Kaymer       | 2e participation                    |
| Matt Kuchar     | 2e participation                    | Paul Lawrie         | 2e participation                    |
| Phil Mickelson  | 9e participation                    | Graeme McDowell     | 3e participation                    |
| Webb Simpson    | débutant                            | Rory McIlroy        | 2e participation                    |
| Brandt Snedeker | Choix du capitaine débutant         | Francesco Molinari  | 2e participation                    |
| Steve Stricker  | Choix du capitaine 3e participation | Ian Poulter         | Choix du capitaine 4e participation |
| Bubba Watson    | 2e participation                    | Justin Rose         | 2e participation                    |
| Tiger Woods     | 7e participation                    | Lee Westwood        | 8e participation                    |

## Compétition
Après une édition 2010 perturbée par les conditions climatiques, le programme de l'édition 2012 doit retrouver une forme classique, avec des rencontres par équipes lors des deux premières journées, puis la compétition de simples lors du dernier jour. Les matinées des deux premières journées sont consacrées aux rencontres disputées selon la formule des foursomes, où les deux joueurs de la même équipe jouent alternativement la même balle. Les rencontres de l'après-midi se dispute sous forme de fourball, « 4 balles meilleure balle », où chaque joueur joue sa propre balle. Chacune de ses différentes sessions voit quatre équipes s'opposer. Les capitaines des deux équipes n'ont pas l'obligation d'utiliser l'ensemble de leurs joueurs durant ses rencontres de doubles.
La dernière journée est réservée aux simples. Dans ceux-ci, l'ensemble des joueurs de chaque équipe sont alignés.

### Première journée
Vendredi 28 septembre 2012 - Matin
La première session de la journée, disputée sous la forme de Foursomes, voit les deux équipes terminer sur un score nul de deux partout, chacune des deux équipes remportant deux victoires. Les Américains, grâce à Phil Mickelson et Keegan Bradley, inscrivent le premier point en s'imposant sur le score de quatre et trois face à la paire composée de l'Anglais Luke Donald et l'Espagnol Sergio García, paire qui présente alors un bilan de quatre à zéros sur les éditions passées.
Le capitaine européen constitue une équipe composée des joueurs d'Irlande du Nord, Rory McIlroy et Graeme McDowell, équipe déjà alignée en 2010 avec un bilan d'une victoire, un nul et une défaite. Les Européens s'imposent face à la paire composée du débutant Brandt Snedeker et de Jim Furyk, qui dispute sa huitième édition et présente alors un bilan de huit victoires, quatre nuls et quinze défaites en vingt-sept rencontres. La rencontre se termine sur le dernier trou par le score de 1 up, grâce à un birdie réalisé sur celui-ci alors que les deux équipes sont à égalité.
Le capitaine américain fait débuter un troisième rookie lors de la troisième partie avec Jason Dufner. Celui-ci est associé à Zach Johnson, qui dispute sa troisième édition après 2006 et 2010 et présente un bilan de trois victoires, un nul et trois défaites. La paire européenne est composée du joueur le plus expérimenté, l'Anglais Lee Westwood, huitième participation avec seize victoires, six nuls et onze défaites et de l'Italien Francesco Molinari, un nul et deux défaites en 2010. Les Américains, menés 1 up après le huitième trou, gagnent deux trous consécutifs, le neuvième et dixième, puis de nouveau les quinzième et seizième trous pour l'emporter trois et deux, Jason Dufner réalisant le putt de la victoire sur ce dernier trou.
Pour la quatrième partie, le capitaine américain utilise une équipe qui a déjà été formée dans le passé, Steve Stricker et Tiger Woods, deux victoires et une défaite lors de l'édition de 2010. La paire européenne est composée des Anglais Ian Poulter et Justin Rose. Cette équipe, déjà formée lors de la seule édition où Rose a déjà joué en 2008, présente un bilan de deux victoires et une défaite. Ian Poulter dispute sa quatrième édition et compte huit victoires et trois défaites. Les Européens prennent rapidement l'avantage, ils remportent le deuxième trou puis mènent de deux coups après le sixième trou. Après le quatorzième trou, l'avantage est de trois coups, puis de deux après le trou suivant. Après deux trous partagés, les Américains s'inclinent sur le score de deux et un.
| États-Unis                    | Résultats           | Europe                          |
| ----------------------------- | ------------------- | ------------------------------- |
| Jim Furyk Brandt Snedeker     | Europe : 1 up       | Rory McIlroy Graeme McDowell    |
| Keegan Bradley Phil Mickelson | États-Unis : 4 et 3 | Luke Donald Sergio García       |
| Jason Dufner Zach Johnson     | États-Unis : 3 et 2 | Lee Westwood Francesco Molinari |
| Steve Stricker Tiger Woods    | Europe : 2 et 1     | Ian Poulter Justin Rose         |
| 2                             | Session             | 2                               |
| 2                             | Au général          | 2                               |

Vendredi 28 septembre 2012 - Après-midi
Après une première session, partagée, le début de l'après-midi est problématique pour l'équipe d'Europe : la paire Bubba Watson, Webb Simpson mène devant l'Écossais Paul Lawrie, qui dispute sa deuxième édition après un délai de treize ans d'absence après sa première apparition lors de l'édition de 1999, et le Suédois Peter Hanson trois à zéro après quatre trous, Keegan Bradley et Phil Mickelson mène trois zéro en trois trous face à Rory McIlroy et Graeme McDowell. La troisième partie, disputée entre Matt Kuchar et Dustin Johnson pour les Américains et Justin Rose et Martin Kaymer pour l'Europe est à égalité, tandis que la paire Steve Stricker Tiger Woods mène de un coup face à Lee Westwood, Nicolas Colsaerts après deux trous.
Davis Love III fait débuter son dernier rookie Webb Simpson avec Bubba Watson, qui dispute sa deuxième édition, lors de la première partie disputées en Fourball, quatre balles meilleure balle. Cette paire, déjà utilisée lors de la Presidents Cup 2011, réalise le plus gros score de l'histoire de la Ryder Cup en Fourball sur les neuf premiers trous, menant de six coups. Malgré un birdie de Paul Lawrie sur le onzième trou, la paire européenne s'incline 5 et 4 sur le quatorzième trou.
Keegan Bradley, avec quatre birdie sur les neuf premiers trous, trois points gagnée et un trou partagé, est le principal artisan de la victoire des Américains lors de la deuxième partie. Après le départ de trois à zéro, ils possèdent un avantage de quatre coups après le huitième trou. Malgré deux trous remportés part les européens, au neuvième et quatorzième trou, les Américains parviennent à conserver un avantage de deux coups pour s'imposer deux et un. Après la victoire le matin face à la paire Donald, García, cette paire américaine remporte son deuxième point de la journée de nouveau face à ce qui est considéré comme l'une des équipes les plus fortes de la sélection européenne. Bradley devient le premier rookie depuis Sergio García en 1999 à remporter ses deux premiers matches en Ryder Cup.
Après un premier trou remporté par l'Europe, birdie de Justin Rose, avantage aussitôt annulé sur le trou suivant par un birdie de Dustin Johnson, les Américains remportent trois trous pour atteindre un écart de trois points après le septième grâce à trois birdie de Matt Kuchar. Justin Rose parvient à réduire le score en remportant le douzième trou, mais Johnson redonne trois points d'avance à son équipe sur le quinzième trou, permettant aux Américains de s'imposer trois et deux.
La dernière partie est dominée par la performance du débutant en Ryder Cup, le Belge Nicolas Colsaerts. Celui-ci réalise huit birdies, un eagle. Après un premier birdie pour partager le deuxième trou, Colsaerts parvient à égaliser en remportant le quatrième trou, annulant l'avantage donné par Tiger Woods lors du premier trou. Colsaerts donne un avantage de deux points à son équipe avec un birdie sur le neuvième trou et un eagle sur le trou suivant. Le match ressemble ensuite à un affrontement entre Woods et le Belge, Woods remportant le onzième, puis les deux joueurs remportant chacun à leur tour les trous du treize au seize sur des birdies. Colsaerts assure ensuite le partage des points sur les deux trous pour donner le seul point de l'équipe européenne lors de cette séance de Fourball.
| États-Unis                    | Résultats           | Europe                         |
| ----------------------------- | ------------------- | ------------------------------ |
| Bubba Watson Webb Simpson     | États-Unis : 5 et 4 | Paul Lawrie Peter Hanson       |
| Keegan Bradley Phil Mickelson | États-Unis : 2 et 1 | Rory McIlroy Graeme McDowell   |
| Matt Kuchar Dustin Johnson    | États-Unis : 3 et 2 | Justin Rose Martin Kaymer      |
| Steve Stricker Tiger Woods    | Europe : 1 up       | Lee Westwood Nicolas Colsaerts |
| 3                             | Session             | 1                              |
| 5                             | Au général          | 3                              |

### Deuxième journée
Samedi 29 septembre 2012 - Matin
Le capitaine américain Davis Love III se permet de se passer de Tiger Woods lors de la session de Foursomes du samedi : c'est la première fois qu'un capitaine américain ne sélectionne pas Woods pour une rencontre de double. Davis Love III justifie ce choix par la décision prise avec ses adjoints de ne pas vouloir « ... qu'un de nos gars joue cinq matchs... », afin de ne pas fatiguer ses joueurs sur un parcours long.
Pour sa part, le capitaine européen a décidé de faire confiance à Lee Westwood, qui, bien que malheureux le premier jour, José María Olazábal estimant qu'il y a « peu de chances qu'il joue mal deux jours de suite ». Il le fait jouer avec Luke Donald. Il associe également Nicolas Colsaerts à Sergio García et reforme la paire Ian Poulter-Justin Rose.
Les Américains marquent rapidement un sixième point avec la victoire de Phil Mickelson et Keegan Bradley sur Donald-Westwood sur le score de sept et six. La paire américaine, prenant rapidement le contrôle de la partie avec deux trous gagnés lors des deux premiers trous, passe à plus quatre au septième trou et finalement l'emporte dès le douzième trou avec un nouveau trou gagné.
Justin Rose et Ian Poulter permettent à l'Europe de revenir dans la compétition en remportant la première partie de cette session sur le score de 1 up sur la paire américaine Bubba Watson-Webb Simpson. L'équipe européenne mène de deux coups après le douzième trou avant que les Américains ne réduisent le score sur le seizième trou. Avec deux derniers trous partagés, l'Europe remporte ce match.
L'équipe américaine remporte son deuxième point de la session grâce à la victoire de la paire Jason Dufner-Zach Johnson face à Nicolas Colsaerts et Sergio García. Les Américains, rapidement en tête, deux coups d'avance après le trou numéro quatre, se font remonter, mais reprennent deux points d'avance. Un point sur le seize permet aux Européens de revenir à un point mais Colsaerts met sa balle dans l'eau sur le trou suivant, permettant aux Américains de remporter la rencontre.
La dernière rencontre oppose deux équipes qui se sont déjà affrontées la veille sur cette même épreuve. Les Américains prennent l'avantage sur le premier trou, puis passent à deux coups d'avance sur le trou numéro cinq. Les Européens parviennent à réduire l'écart, mais les Américains repassent à plus deux. Malgré un nouveau trou gagné, sur le seize, les Européens s'inclinent.
| États-Unis                    | Résultats           | Europe                          |
| ----------------------------- | ------------------- | ------------------------------- |
| Bubba Watson Webb Simpson     | Europe : 1 up       | Ian Poulter Justin Rose         |
| Keegan Bradley Phil Mickelson | États-Unis : 7 et 6 | Lee Westwood Luke Donald        |
| Jason Dufner Zach Johnson     | États-Unis : 1 up   | Nicolas Colsaerts Sergio García |
| Jim Furyk Brandt Snedeker     | États-Unis : 1 up   | Rory McIlroy Graeme McDowell    |
| 3                             | Session             | 1                               |
| 8                             | Au général          | 4                               |

Samedi 29 septembre 2012 - Après-midi
La première partie de la session de quatre balles oppose Dustin Johnson-Matt Kuchar, vainqueurs de la paire Rose-Kaymer la veille, à une paire inédite formée de Nicolas Colsaerts, qui a réussi une grosse partie la veille, et Paul Lawrie, qui a subi une lourde défaite avec Peter Hanson face à la paire Bubba Watson-Webb Simpson. La paire américaine prend rapidement l'avantage, deux coups d'avance après le quatrième trou, avant que les Européens n'égalisent en remportant les trous six et sept. Après un birdie de Kuchar au dixième trou, avantage annulé par Lawrie sur le trou seize, Dustin Johnson remporte le trou suivant, avantage que les Américains préserve en partageant le dernier trou. Sur cette partie, Colsaerts est moins en réussite que la veille, trois de ses putts échouant pour le birdie sur des virgules, et une approche touchant le drapeau sur le dernier trou.

Toutefois, c'est la paire Bubba Watson-Webb Simpson qui apporte le premier point de l'après-midi aux Américains. Cette paire s'impose facilement face à la paire européenne Francesco Molinari-Justin Rose, grâce à une grosse partie de Simpson qui réussit sept birdie, dont trois points gagnés sur les trous trois, dix et treize, Watson apportant deux autres points grâce à deux birdies sur les trous sept et quatorze.
L'Europe domine la troisième partie de l'après-midi grâce à la paire Luke Donald-Sergio García qui prennent rapidement un avantage de trois coups sur la paire américaine composée de Steve Stricker-Tiger Woods, paire qui présente alors un bilan de deux défaites en deux rencontres dans cette édition. Malgré un birdie de Stricker sur le cinquième trou, les Européens comptent quatre coups après le parcours aller. Sur le retour, les Américains remportent les trous dix, douze et treize pour revenir à un point. Après un birdie de Donald sur le quinzième trou, Woolds enchaine deux birdies, victorieux sur le trou suivant, Donald parvenant à partager le trou dix-sept. Sur le dernier trou, Stricker échoue sur un putt de 1 mètre 50 qui aurait permis aux Américains de partager la partie.
La dernière partie est longtemps à l'avantage de la paire américaine Jason Dufner-Zach Johnson face à ian Poulter-Rory McIlroy. Johnson réussit deux birdie sur les deux premiers trous, avant que Poulter ne réduise le score sur le quatrième trou. Dufner porte l'avantage des Américains à deux points sur trous sept, avantage que les Américains conservent jusqu'au douzième trou. Sur le trou suivant, McIlroy réussit un birdie, puis Ian Poulter réussit cinq birdies sur les cinq derniers trous, remportant les trous quinze et seize, ce qui permet aux Européens de mener de un point. Ses deux derniers birdies sur les deux derniers trous permettent aux Européens de partager les trous et de conserver un avantage de un point.
| États-Unis                 | Résultats           | Europe                         |
| -------------------------- | ------------------- | ------------------------------ |
| Dustin Johnson Matt Kuchar | États-Unis : 1 up   | Nicolas Colsaerts Paul Lawrie  |
| Bubba Watson Webb Simpson  | États-Unis : 5 et 4 | Francesco Molinari Justin Rose |
| Steve Stricker Tiger Woods | Europe : 1 up       | Luke Donald Sergio García      |
| Jason Dufner Zach Johnson  | Europe : 1 up       | Rory McIlroy Ian Poulter       |
| 2                          | Session             | 2                              |
| 10                         | Au général          | 6                              |

### Troisième journée
Dimanche 30 septembre 2012 - Après-midi
Les Américains, avec quatre points d'avance après les rencontres de doubles, traditionnellement le point fort des Européens,,, semblent en mesure de remporter le trophée. D'autant que le plus grand retour d'une équipe lors des simples est comblé lors de l'édition de 1999 par les Américains lors de la Battle of Brookline où ils s'imposent finalement 14½ à 13½ après un retard de quatre points. Les deux capitaines, José María Olazábal et Davis Love III disputaient cette édition. Paul Lawrie, Sergio García, Lee Westwood, chez les Européens, et Jim Furyk, Phil Mickelson et Tiger Woods étaient également présents lors de cette rencontre.
Olazabal décide d'essayer d'inverser la tendance de la partie en mettant en début de journée des joueurs majeurs. C'est ainsi qu'il fait débuter Luke Donald, ancien numéro un mondial, Ian Poulter, trois victoires en trois matchs sur cette édition, Rory McIlroy, actuel numéro un mondial. Le capitaine américain, Davis Love III, également conscient de l'importance de ce début de journée, décide d'aligner des joueurs en réussite sur le début de cette Ryder Cup : Bubba Watson, et Webb Simpson, associés lors de trois doubles avec pour bilan deux victoires et une défaite, Keegan Bradley, trois victoires en trois doubles disputés avec Phil Mickelson, celui-ci jouant sur la quatrième partie.
Luke Donald répond aux attentes de son capitaine en menant de deux coups après quatre trous disputés. De même, Justin Rose, opposés à Mickelson sur la quatrième partie, mène deux up après deux trous.
Rory McIlroy, proche du forfait - il arrive sur le parcours dix minutes seulement avant son départ, - prend l'avantage grâce à un birdie sur le troisième trou, puis mène de deux points sur une approche sur le sixième trou.
Toutefois, le joueur qui a permis aux Européens de conserver un espoir après les doubles, Ian Poulter, est mené de deux coups après le quatrième trou, mais parvient à réduire le score sur le trou suivant. Cette partie est particulièrement disputée, Simpson remportant le trou suivant avant que Poulter n'égalise en remportant les septième et huitième trou.
Le début de la quatrième partie entre Justin Rose et Phil Mickelson est très disputé, Rose remportant les deux premiers trous puis Mickelson remportant les trous quatre et cinq pour égaliser. Dans la cinquième partie, l'Écossais Paul Lawrie prend l'avantage sur les trous quatre et cinq pour mener de deux points face à Brandt Snedeker.
Les Américains, prennent l'avantage sur les deux parties suivantes : Dustin Johnson remportent le premier trou grâce à un birdie alors que le Belge Nicolas Colsaerts concède un bogey. Colsaerts égalise en remportant le trou numéro quatre avant que l'Américain ne reprenne l'avantage sur le sixième trou. Zach Johnson remporte trois des quatre premiers trous de la rencontre qui l'oppose à Graeme McDowell avant que celui-ci ne réduise le score sur le trou suivant. Jason Dufner domine le début de la neuvième partie en menant de quatre coups après les neuf trous de l'aller.
La partie opposant Sergio García à Jim Furyk est indécise : après avoir remporté chacun un trou, le deux pour García et le trois pour Furyk, aucun joueur ne parvient à remporter le moindre trou jusqu'au septième trou. C'est également le cas pour la rencontre entre Lee Westwood et Matt Kuchar, à égalité après le huitième trou. C'est également le cas pour la rencontre l'Allemand Martin Kaymer et Steve Stricker. La dernière partie entre l'Italien Francesco Molinari et Tiger Woods voit l'Italien prendre l'avantage sur les trous deux et trois, avantage comblé par Woods qui remporte les trous quatre et six.
Le premier point de la journée est apporté par Luke Donald. Celui-ci, après avoir mené de quatre coups après le douzième trou, voit Bubba Watson réussir trois birdies consécutifs, sur les trous quatorze à seize, remportant les deux derniers pour réduire le score à un déficit de deux points. Malgré un passage dans un bunker sur le dix-septième trou, Donald réussit le par pour partager le trou et remporter la partie sur le score de deux et un.
L'Europe revient à deux points des Américains quarante-cinq minutes plus tard en s'imposant dans la cinquième partie grâce à Paul Lawrie qui s'impose cinq et trois face à Brandt Snedeker. Les sept derniers trous de cette partie voient la victoire de l'un ou l'autre des joueurs, Lawrie remportant le neuvième, puis du onzième au treizième et enfin le quinzième trou,.
Cinq minutes après ce point, c'est Rory McIlroy qui apporte un troisième point à son équipe. Bradley, revenu All square, égalité, après le douzième trou, s'incline face à deux birdies de McIlroy sur les trous quatorze et quinze, ce dernier partageant les deux trous suivant pour s'imposer deux et un.
Le premier pari du capitaine européen est réussi : son équipe revient à égalité avec la victoire de Ian Poulter sur la deuxième partie. Celui-ci s'impose deux up face à Simpson. Les deux joueurs, à égalité depuis le birdie de Poulter sur le douzième trou, partagent les quatre trous suivants. Sur le dix-septième trou, l'Américain manquant son approche alors que Poulter atteint le green. Un bogey de Simpson donne l'avantage à Poulter qui remporte également le dernier trou sur un nouveau birdie pour porter son avantage final à 2 coups.
Cinq minutes plus tard, les Américains inscrivent leur premier point des simples grâce à Dustin Johnson qui s'impose sur le score de trois et deux face à Nicolas Colsaerts. L'Américain commence son parcours de retour par deux points marqués, deux bogey du Belge, celui-ci ayant la possibilité de remporter le point sur le trou dix mais, après avoir manqué le putt pour réussir le birdie, il échoue de nouveau sur le putt suivant. Cet avantage est aussitôt annulé par celui-ci sur deux bogey de Johnson, avant que ce dernier ne remporte les trois trous suivants, deux birdies sur les quatorze et quinze, et un bogey du Belge sur le trou numéro seize, ce qui donne la victoire à l'Américain.
La rencontre doit attendre neuf minutes pour voir le score de nouveau évoluer, les Européens égalisant de nouveau grâce à la victoire de Justin Rose sur Phil Mickelson. Cette rencontre est l'une des plus disputées avec seulement six trous partagés sur les dix-huit joués, neuf trous remportés grâce un birdie et le trou numéro sept remporté par un eagle de Justin Rose. Après un parcours aller où Justin Rose mène de un point, Mickelson égalise sur le trous numéro douze, puis prend l'avantage sur le quatorze. Cet avantage reste identique jusqu'au trou dix-sept où Rose réussit un birdie sur un putt de 50 pieds, un peu plus de 15 mètres, pour égaliser, avant de réussir un nouveau birdie sur le dernier trou pour apporter le onzième point de l'équipe européenne.
Les Américains reprennent l'avantage après la septième partie. Celle-ci voit la victoire de Zach Johnson sur Graeme McDowell sur le score de deux et un. L'Américain, un seul bogey, sur le trou numéro treize que les deux joueurs partagent, possèdent deux points d'avance après le parcours aller, avantage qu'il conserve sur le parcours de retour où aucun trou n'est remporté par l'un des deux joueurs.
Il faut ensuite attendre prêt de quarante-cinq minutes pour que le score évolue de nouveau. C'est Lee Westwood qui inscrit le douzième des Européens en s'imposant face à Matt Kuchar sur le score de trois et deux. L'Anglais prend l'avantage sur le neuvième trou, avantage aussitôt annulé par l'Américain, La décision se fait à partir du douzième trou, Westwood gagnant le trou en raison d'un putt manqué par Kuchar pour réussir le par. Après un nouveau bogey de l'Américain sur le trou suivant, et un trou partagé sur le quatorze grâce à un long putt de Kuchar pour réussir un birdie, Westwood prend un avantage de trois points sur le quinzième trou grâce à un nouveau birdie. Westwood partage le dernier trou pour l'emporter.
L'Europe prend enfin l'avantage trois minutes plus tard lorsque Sergio García remporte les deux derniers trous de la partie qui l'oppose à Jim Furyk pour s'imposer 1 Up. Ces deux derniers trous sont remportés grâce à deux bogey de l'Américain. Auparavant, Furyk avait pris l'avantage sur le huitième trou, puis avait vu cet avantage annulé sur le trou numéro dix par un eagle de l'Espagnol. Furyk remporte ensuite les trous douze et quatorze, García remportant le treize.
Jason Dufner apporte le treizième point aux Américains en battant Peter Hanson sur le score de 2 up. Ce dernier, mené de quatre coups après le huitième trou, remporte trois trous consécutifs du dix au douze. Après un nouveau point de Dufner, Hanson, revient de nouveau à un point après le quatorze, mais perd le trou suivant. Il remporte le dix-septième trou mais concède le dernier trou sur un birdie de l'Américain.
C'est Martin Kaymer qui apporte le quatorzième point à l'équipe européenne, ce qui garantit à celle-ci de repartir avec le trophée. Ce point est inscrit trente minutes après l'égalisation américaine. Kaymer, qui prend l'avantage sur le neuvième trou, est rejoint au score par Stricker sur le trou suivant. Les trous du numéro douze au quinze sont remportés de manière alternative, le match étant ainsi à égalité avant le départ du dix-septième trou. Kaymer remporte ce trou pour prendre un avantage de un point avant le dernier trou. L'Allemand se retrouve dans les mêmes circonstances que son compatriote Bernhard Langer en 1991 : tout comme Langer, il doit réussir un putt de 1 mètre 50 pour donner la victoire à son équipe, sur le dix-huitième trou. Mais au contraire de Langer, il réussit ce putt pour partager le trou.
La dernière partie, disputée entre Tiger Woods et l'Italien Francesco Molinari, qui s'étaient déjà rencontrés lors des simples de l'édition précédente, victoire quatre et trois de l'Américain, est à égalité après le parcours aller. L'Italien remporte le premier trou du retour, avant que Woods ne remporte deux trous, le douze et le treize, cet avantage étant aussitôt annulé sur le trou suivant par Molinari. Woods prend l'avantage sur le dix-septième trou. Malgré l'annonce du quatorzième point des Européens inscrit par Martin Kaymer, les deux joueurs jouent tout de même le dernier trou. Woods concède un bogey et ramasse la balle de l'Italien avant un putt pour le par, permettant ainsi à celui-ci de remporter le trou et de partager la partie.
| États-Unis      | Résultats           | Europe             |
| --------------- | ------------------- | ------------------ |
| Bubba Watson    | Europe : 2 et 1     | Luke Donald        |
| Webb Simpson    | Europe : 2 up       | Ian Poulter        |
| Keegan Bradley  | Europe : 2 et 1     | Rory McIlroy       |
| Phil Mickelson  | Europe : 1 up       | Justin Rose        |
| Brandt Snedeker | Europe : 5 et 3     | Paul Lawrie        |
| Dustin Johnson  | États-Unis : 3 et 2 | Nicolas Colsaerts  |
| Zach Johnson    | États-Unis : 2 et 1 | Graeme McDowell    |
| Jim Furyk       | Europe : 1 up       | Sergio García      |
| Jason Dufner    | États-Unis : 2 up   | Peter Hanson       |
| Matt Kuchar     | Europe : 3 et 2     | Lee Westwood       |
| Steve Stricker  | Europe : 1 up       | Martin Kaymer      |
| Tiger Woods     | Égalité             | Francesco Molinari |
| 3 ½             | Session             | 8 ½                |
| 13 ½            | Au général          | 14 ½               |

## Statistiques des joueurs
| États-Unis      | États-Unis        | États-Unis       | États-Unis    | États-Unis       | Europe             | Europe            | Europe           | Europe        | Europe           |
| Joueur          | Nombre d'éditions | Avant 2012 V-D-N | En 2012 V-D-N | Après 2012 V-D-N | Joueur             | Nombre d'éditions | Avant 2012 V-D-N | En 2012 V-D-N | Après 2012 V-D-N |
| --------------- | ----------------- | ---------------- | ------------- | ---------------- | ------------------ | ----------------- | ---------------- | ------------- | ---------------- |
| Keegan Bradley  | 1                 | Aucun            | 3-1-0         | 3-1-0            | Nicolas Colsaerts  | 1                 | Aucun            | 1-3-0         | 1-3-0            |
| Jason Dufner    | 1                 | Aucun            | 3-1-0         | 3-1-0            | Luke Donald        | 5                 | 8-2-1            | 2-2-0         | 10-4-1           |
| Jim Furyk       | 8                 | 8-15-4           | 1-2-0         | 9-17-4           | Sergio García      | 6                 | 14-6-4           | 2-2-0         | 16-8-4           |
| Dustin Johnson  | 2                 | 1-3-0            | 3-0-0         | 4-3-0            | Peter Hanson       | 2                 | 1-2-0            | 0-2-0         | 1-4-0            |
| Zach Johnson    | 4                 | 3-3-1            | 3-1-0         | 6-4-1            | Martin Kaymer      | 2                 | 2-1-1            | 1-1-0         | 3-2-1            |
| Matt Kuchar     | 2                 | 1-1-2            | 2-1-0         | 3-2-2            | Paul Lawrie        | 2                 | 3-1-1            | 1-2-0         | 4-3-0            |
| Phil Mickelson  | 9                 | 11-17-6          | 3-1-0         | 14-18-6          | Graeme McDowell    | 3                 | 4-2-2            | 1-3-0         | 5-5-2            |
| Webb Simpson    | 1                 | Aucun            | 2-2-0         | 2-2-0            | Rory McIlroy       | 2                 | 1-1-2            | 3-2-0         | 4-3-2            |
| Brandt Snedeker | 1                 | Aucun            | 1-2-0         | 1-2-0            | Francesco Molinari | 2                 | 0-2-1            | 0-2-1         | 0-4-2            |
| Steve Stricker  | 3                 | 3-3-1            | 0-4-0         | 3-7-1            | Ian Poulter        | 5                 | 8-3-0            | 4-0-0         | 12-3-0           |
| Bubba Watson    | 2                 | 1-3-0            | 2-2-0         | 3-5-0            | Justin Rose        | 2                 | 3-1-0            | 3-2-0         | 6-3-0            |
| Tiger Woods     | 7                 | 13-14-2          | 0-3-1         | 13-17-3          | Lee Westwood       | 9                 | 16-11-6          | 2-2-0         | 18-13-6          |

## Aspects socio-économiques

### Spectateurs
Le nombre de spectateur est limité à 40 000 par jour. Les prix journaliers sont de 35 dollars pour le mardi et le mercredi, 80 pour le jeudi, 115 pour chacun des trois jours de compétition. Un pack Season Ticket, d'un coût de 460 $, permet l'accès lors des six jours.
L'organisation est assurée par 3 000 volontaires, issus de 24 États et de trois pays. Plus de 900 de ces volontaires habitent dans la région et 180 sont des étudiants.
Les retombées financières liées à la présence de ces spectateurs sont évaluées à 130 millions de dollars, de 70 à 80 millions de dollars pour le seul comté de DuPage.

### Médias
La Ryder Cup est un événement retransmis dans le monde entier.
Aux États-Unis, la retransmission de la compétition est répartie entre différents médias ; Golf Channel retransmet la cérémonie d'ouverture, ESPN la première journée de compétition. NBC assure la couverture de la deuxième journée et des simples du dimanche. ESPN assume également la retransmission de la cérémonie de clôture,. En Amérique latine, la couverture de l'événement est assurée par Golf Channel.
En Europe, la compétition est télévisée dans la plupart des pays. En Belgique, elle est visible sur Canal Plus et BeTV, ainsi que par la VRT en langue flamande. En France, la compétition est retransmise par le groupe Groupe Canal+, en majorité sur Canal+ Sport, en particulier l'intégralité des simples, sur Golf plus, nouvelle chaine du groupe dédiée au golf, et sur Canal+. Sky Sports 1 retransmet l'événement en Allemagne et Autriche, et Sky Italia en Italie. Au Royaume-Uni, Sky Sports 1 diffuse l'intégralité de la compétition.
La compétition est également visible en Afrique, par Canal Plus Horizons, Sky Sports. En Australie, c'est Fox Sports qui diffuse la Ryder Cup. Elle est également retransmise en Asie.
La compétition est également largement diffusée en streaming sur le réseau internet, notamment par TSN au Canada, ou par l'intermédiaire de Ryder Cup Live.
Elle fait également l'objet d'une large couverture par les médias sur internet, comme par exemple la BBC, ESPN , L'Équipe, Le Figaro.
Selon les officiels, plus de 1 000 représentants des médias sont présents lors de la compétition.

### Severiano Ballesteros
Un an après sa mort, Severiano Ballesteros est présent dans tous les esprits. Celui-ci, qui a remporté quatre Ryder Cup en tant que joueur en huit participations, et la Ryder Cup 1997 en tant que capitaine, présente un bilan de 22,5 points pour l'Europe en 37 matchs. La paire qu'il formait avec son compatriote José Maria Olazábal, capitaine de l'équipe européenne, est toujours, après l'édition de 2012, l'équipe comptant le plus de points dans les parties de doubles, avec 11 victoires et 2 nuls sur 15 parties disputées.
L'équipe européenne a décidé d'honorer sa mémoire à de multiples reprises : les sacs des joueurs portent la silhouette de Ballesteros. De même, l'équipe porte le dimanche les couleurs utilisées par Ballesteros lors du dernier tour des tournois du grand chelem, le pantalon et le pull-over bleu marine, et une chemise blanche,.
Après la victoire de l'équipe européenne sur le score de 14 ½ à 13 ½ après avoir compté un retard de quatre points avant le début des simples, Olazábal estime que l'esprit de Ballesteros est un facteur important dans la victoire de son équipe,. Sergio García, autre Espagnol figurant dans l'équipe européenne, déclare, après sa victoire en simple : « Je n'ai pas le moindre doute sur le fait qu'il soit présent avec moi ce jour, car il n'y avait aucune chance que je gagne mon match s'il n'était pas là »,.